# Messatoporus zonatus
Messatoporus zonatus là một loài tò vò trong họ Ichneumonidae.